# Nyŏngbyŏn-gun
Nyŏngbyŏn-gun (koreanska: 녕변군) är en kommun i Nordkorea.   Den ligger i provinsen Norra P'yŏngan, i den centrala delen av landet, 90 km norr om huvudstaden Pyongyang.